# Super 8 Stories
Super 8 Stories è un film documentario del 2001 diretto da Emir Kusturica.
Kusturica girò questo documentario on the road durante il tour della No Smoking Orchestra, band di cui fa parte egli stesso, arrivando ad una sintesi tra realtà e fiction.
Nel film compare anche il cantante Joe Strummer.